# ملعب كومازاوا الأولمبي
ملعب كومازاوا الأولمبي (بالإنجليزية: Komazawa Olympic Park Stadium)‏ هو ملعب كرة قدم متعدد الأغراض ويستضيف مسابقات ألعاب القوى، يقع في طوكيو، اليابان، يتسع لـ 20,010 متفرج.

## التاريخ
تم وضع حجر الأساس للملعب في 1962. افتتح الملعب في 1964.